# Тихвінка (річка)

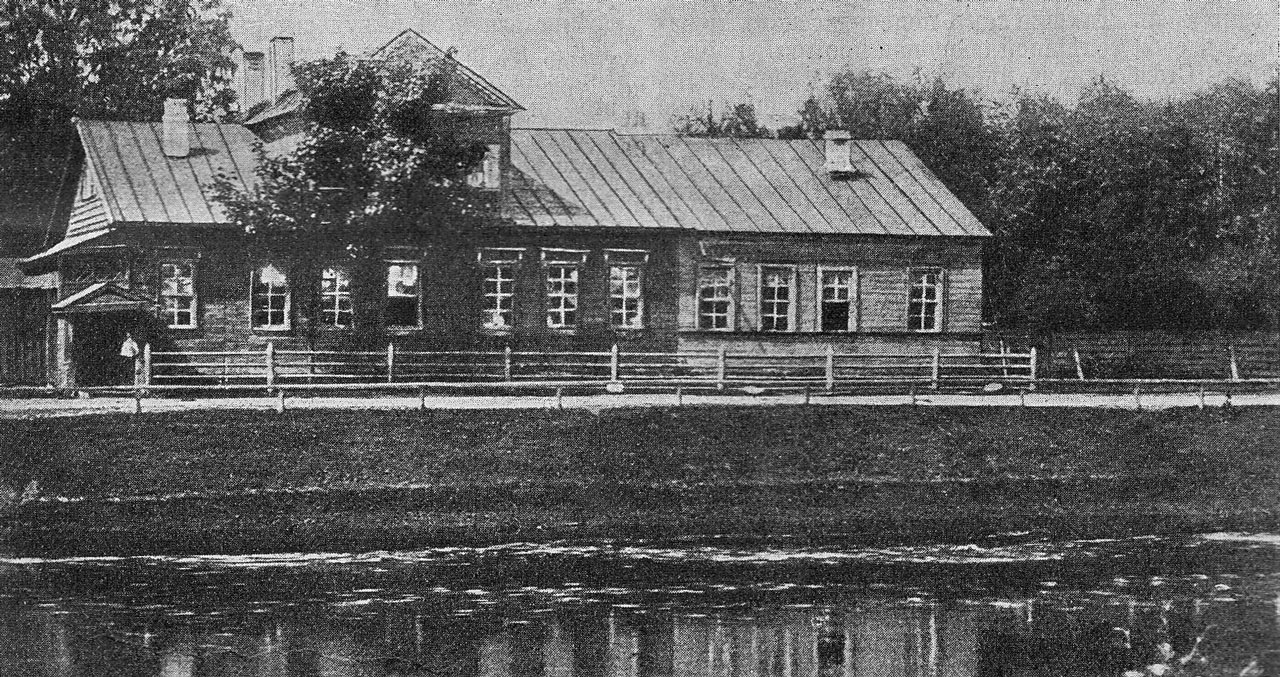
Будинок на річці у Тихвіні, де народився композитор Микола Римский Корсаков

Тихвінка (рос. Тихвинка, фін. Tihvinä) — річка в Росії, територія Бокситогорського і Тихвінського районів Ленінградської області. Права притока річки Сясі (басейн Ладозького озера).

## Гідрографічна характеристика
Довжина  річки — 144 км, площа басейну — 2140 км². Тихвінка бере початок з озера Єгліно і входить до складу Тихвінської водної системи. Річка має багато порогів, гряд і милин, внаслідок чого русло в деяких місцях було змінено та побудувано 48 шлюзів (на даний час багато зруйновано і не діячих).
Живлення змішане, переважно снігове.  У 16 км від гирла середній багаторічний обсяг стоку води складає 19,7 м³/с. Замерзає у середині листопада — на початку січня. Скресання відбувається у квітні - на початку травня.
Притоки Тихвінки:
- 17 км: річка Шомушка
- 47 км: річка Рибєжка
- 64 км: річка Димка
- 65 км: річка Рядань
- 135 км: річка Уґниця

Також у неї впадають струмки Табори і Любач.  

## Дані водного реєстру
За даними Державного водного реєстру Росії річка відноситься до Балтійського басейнового округу, водогосподарської ділянка річки — Сясь, річковий підбасейн річки Нева і річок басейну Ладозького озера (без підбасейну Свір і Волхов, російська частина басейнів). Відноситься до річкового басейну річки Нева (включаючи басейни річок Онезького і Ладозького озера).

## Пам'ятки
- На річці розташовано місто Тихвін;
- Тихвінський Успенський чоловічий монастир.